# Zuriko Davitashvili
Zuriko Davitashvili (en georgiano: ზურიკო დავითაშვილი; Tiflis, 15 de febrero de 2001) es un futbolista georgiano que juega en la demarcación de delantero en el A. S. Saint-Étienne de la Ligue 2.

## Selección nacional
Tras jugar con la selección de fútbol sub-17 de Georgia, la sub-19 y la sub-21, finalmente debutó con la selección absoluta el 5 de septiembre de 2019. Lo hizo en un partido amistoso contra Corea del Sur que finalizó con un resultado de empate a dos tras los goles de Jano Ananidze y de Giorgi Kvilitaia para Georgia, y un doblete de Hwang Ui-jo para el combinado surcoreano.

### Participaciones en Eurocopas
| Copa          | Sede     | Resultado        | Partidos | Goles |
| ------------- | -------- | ---------------- | -------- | ----- |
| Eurocopa 2024 | Alemania | Octavos de final | 4        | 0     |

## Clubes
| Club                            | País    | Año       | Partidos | Goles |
| ------------------------------- | ------- | --------- | -------- | ----- |
| F. C. Dinamo Tiflis             | Georgia | 2017-2018 | 6        | 0     |
| F. C. Lokomotivi Tbilisi        | Georgia | 2018-2019 | 29       | 3     |
| F. C. Rubin Kazán               | Rusia   | 2019-2020 | 28       | 2     |
| F. C. Rotor Volgogrado (cedido) | Rusia   | 2020-2021 | 20       | 0     |
| P. F. C. Arsenal Tula           | Rusia   | 2021-2022 | 23       | 4     |
| F. C. Dinamo Batumi             | Georgia | 2022      | 18       | 7     |
| F. C. Girondins de Burdeos      | Francia | 2022-2024 | 71       | 14    |
| A. S. Saint-Étienne             | Francia | 2024-     | 34       | 9     |